# Johann Peter Wilhelm Zobel
Johann Peter Wilhelm Zobel (* 14. Juli 1814 in Frankfurt am Main; † 29. April 1896 in Frankfurt am Main) war Architekt, Ingenieur und Direktor der Frankfurt-Hanauer Eisenbahn-Gesellschaft.

## Familie

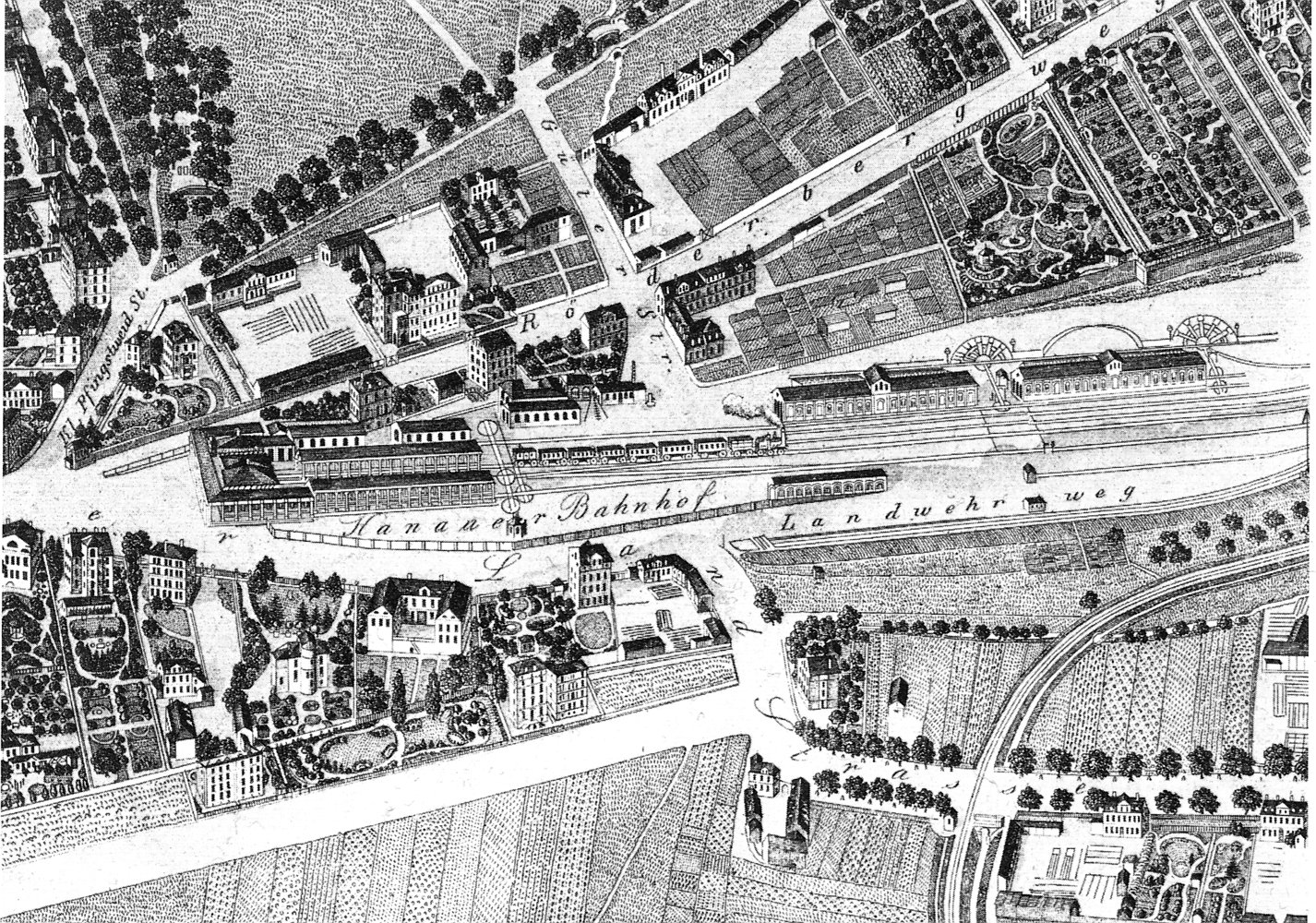
Hanauer Bahnhof, 1864: Der Röderbergweg ist oberhalb der Bahnanlagen, die Kleine Pfingstweidstraße – später Zobelstraße – am linken Bildrand zu sehen.

Seine Eltern waren der Maurergeselle Josef Zobel und Maria Magdalena, geborene Port. Der Vater und auch Johann Peter Wilhelm Zobel waren Frankfurter Bürger. In den Quellen wird als Konfession „römisch-katholisch“ angegeben, er wurde jedoch evangelisch getauft. Auch heiratete er am 8. Juli 1845 evangelisch, Katharina Franziska Elisabetha Rüffer (* 9. Oktober 1818 in Höchst; † 20. Januar 1900 in Frankfurt am Main). Sie wohnten im Röderbergweg 4 oder 2, also unmittelbar neben dem Hanauer Bahnhof in Frankfurt, der Endstation der Frankfurt-Hanauer Eisenbahn in Frankfurt am Main.

## Wirken
Zobel war ab 1845 zuständig für den Bau der Frankfurt–Hanauer Eisenbahn. Dabei zeichnete er vor allem für Trasse und Oberbau verantwortlich. Zumindest einige der Hochbauten stammten von anderer Hand. Einige Unterlagen aus dieser Bautätigkeit bewahrt das Hessische Staatsarchiv Marburg (HStAMR) auf. Beim Bau der Strecke arbeitete er mit Paul Camille Denis zusammen. Nach deren Eröffnung am 10. September 1848 war er Direktor der Frankfurt-Hanauer Eisenbahn und 1864 noch in dieser Funktion tätig.

## Tod
In einem 1881 ausgefertigten Testament legte er auch ein Vermächtnis für die Anstalt für Irre und Epileptische in Frankfurt fest, deren Direktor damals Heinrich Hoffmann war. Ein weiteres Vermächtnis war ein von Arnold Böcklin 1861 gemaltes Porträt der Schauspielerin Fanny Janauschek, das er einem jungen Verwandten, einem Bewunderer Böcklins, vermachte. Aus dessen Besitz gelangte es in das Städelsche Museum in Frankfurt am Main, wo es sich heute befindet.
Johann Peter Wilhelm Zobel verstarb 1896 im Hospital zum heiligen Geist als „Eisenbahndirektor außer Dienst“.

## Ehrungen
Johann Peter Wilhelm Zobel wurden eine Reihe Orden verliehen:
- Russischer Sankt-Stanislaus-Orden 3. Klasse
- 4. September 1858 Ritter des Großherzoglich Hessischen Verdienstordens Philipps des Großmütigen[13]
- Ritter II. Klasse des Bayerischen Verdienstordens vom Heiligen Michael
- Ritter des Griechischen Erlöser-Ordens

Um 1920 wurde die „Kleine Pfingstweidstraße“ in Frankfurt nach Johann Peter Wilhelm Zobel in „Zobelstraße“ umbenannt. Sie verläuft in unmittelbarer Nähe des ehemaligen Standortes des „Hanauer Bahnhofs“ und der langjährigen Wohnung des Ehepaars Zobel.